# Johanniterkommende Leuggern

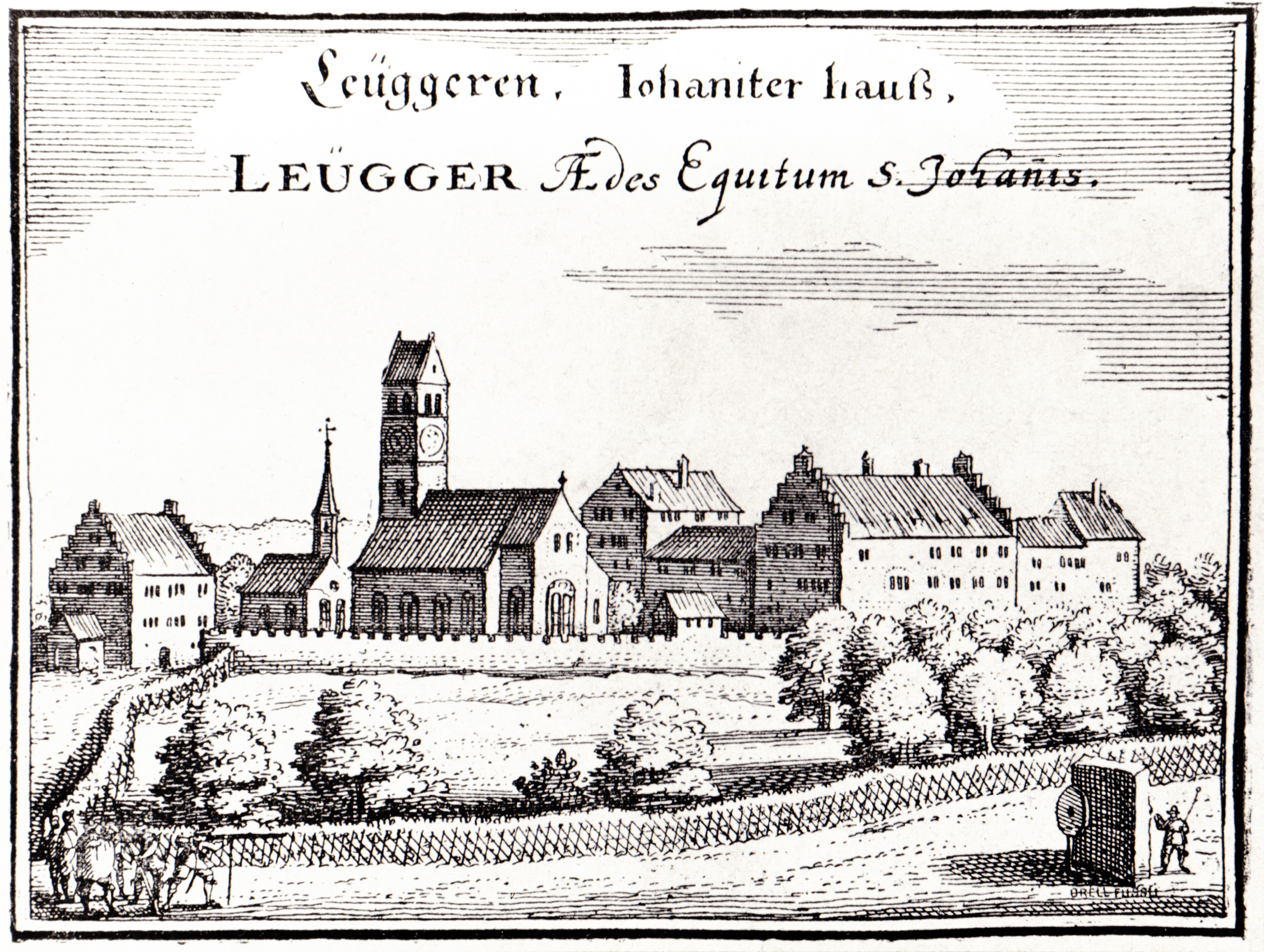
Die Johanniterkommende nach Matthäus Merian 1654

Die Johanniterkommende Leuggern war eine Kommende des Johanniterordens in der Gemeinde Leuggern in der Schweiz. Die Kommende existierte als Doppelkommende mit Klingnau von 1250 bis 1806.

## Geschichte
Im Jahre 1231 vermachten die Freien von Bernau ihren Grundbesitz in Leuggern dem Johanniterorden. Zunächst wurde der Besitz der Kommende Bubikon zugeteilt, bevor 1250/51 die Kommende Leuggern gegründet wurde und diese mit dem Bau des Konventshauses die Verwaltung übernahm. Der Komtur verlegte seinen Sitz 1268 in die Kommende von Klingnau, so dass die Doppelkommende bis 1415 von dort aus verwaltet wurde. Die Kommende Leuggern entwickelte sich zum religiösen und politischen Zentrum des Kirchspiels Leuggern, das neben Leuggern auch die heutigen Einwohnergemeinden Böttstein, Full-Reuenthal und Leibstadt umfasste. Im Jahre 1284 bekam die Kommende zudem von Graf Ludwig von Frohburg-Homberg und seiner Frau Gräfin Elisabeth von Rapperswil das Dorf Dogern auf der rechten Seite des Rheins geschenkt. 
1415 zügelte der grund- und gerichtsherrliche Mittelpunkt der Doppelkommende wieder nach Leuggern. Obwohl beide Kommenden eine administrative Einheit bildeten, hatten beide einen eigenen Prior, da Leuggern zum Bistum Basel, Klingnau aber zum Bistum Konstanz gehörten. Durch die Eroberung der Grafschaft Baden durch die Eidgenossenschaft kam die Kommende unter die Kastvogtei der Acht Alten Orte. Leuggern blieb bis 1806 im Besitz des Ordens und wurde dann durch den 1803 gegründeten Kanton Aargau säkularisiert. Der Kanton wandelte die Kommende zunächst in eine Staatsdomäne um, bevor er diese 1819 auflöste und die Gebäude verkaufte. Sie dienten ab 1895 als Alters- und Krankenasyl und ab 1897 als Bezirksspital.